# Орештіоара-де-Сус
Орештіоара-де-Сус (рум. Orăștioara de Sus) — село у повіті Хунедоара в Румунії. Адміністративний центр комуни Орештіоара-де-Сус.
Село розташоване на відстані 271 км на північний захід від Бухареста, 25 км на південний схід від Деви, 120 км на південь від Клуж-Напоки.

## Населення
За даними перепису населення 2002 року у селі проживали 527 осіб, з них 524 особи (99,4%) румунів. Рідною мовою 524 особи (99,4%) назвали румунську.